# 錫凱維察鄉
44°44′N 21°51′E / 44.733°N 21.850°E
錫凱維察鄉（羅馬尼亞語：Comuna Sichevița, Caraș-Severin），是羅馬尼亞的鄉份，位於該國西南部，由卡拉什-塞維林縣負責管轄，處於布加勒斯特以西300公里，每年平均降雨量1,097毫米，海拔高度165米，2007年人口2,602。